# Piramide triangolare elongata
In geometria, la piramide triangolare elongata è un solido di 7 facce che può essere costruito, come intuibile dal suo nome, allungando un tetraedro (detto anche "piramide a base triangolare") attraverso l'aggiunta di un prisma triangolare a una delle sue facce. 

## Caratteristiche
Nel caso in cui tutte le sue facce siano poligoni regolari, la piramide triangolare elongata diventa uno dei 92 solidi di Johnson, in particolare quello indicato come J7, ossia un poliedro strettamente convesso avente come facce dei poligoni regolari ma comunque non appartenente alla famiglia dei poliedri uniformi.
Come ogni altra piramide elongata, anche questa è un solido topologicamente, ma non geometricamente, autoduale.

## Formule
Considerando una piramide triangolare elongata avente come facce dei poligoni regolari aventi lato di lunghezza {\displaystyle a}, le formule per il calcolo del volume {\displaystyle V}, della superficie {\displaystyle A} e dell'altezza {\displaystyle h} risultano essere:
{\displaystyle V={\frac {a^{3}}{12}}\left({\sqrt {2}}+3{\sqrt {3}}\right)\approx 0,550864\cdot a^{3};}
{\displaystyle A=a^{2}\left(3+{\sqrt {3}}\right)\approx 4,73205\cdot a^{2};}
{\displaystyle h=a\left(1+{\frac {\sqrt {6}}{3}}\right)\approx 1,816496581\cdot a.}

## Poliedro duale
Topologicamente la piramide triangolare elongata è autoduale. Geometricamente, il suo poliedro duale ha facce diverse: un triangolo equilatero, tre triangoli isosceli e tre trapezi isosceli.
| Poliedro duale | Sviluppo piano del duale |
| -------------- | ------------------------ |
|                |                          |

## Tassellature dello spazio correlate
La piramide triangolare elongata con facce regolari forma una completa tassellatura dello spazio se utilizzata assieme a piramidi quadrate e/o a ottaedri.